# Vello Helk
Vello Helk (* 23. September 1923 in Varstu, Kreis Võru, Estland; † 14. März 2014 in Birkerød) war ein dänischer Historiker und Archivar.

## Leben
Nachdem er 1944 zum Dienst in der deutschen Wehrmacht eingezogen worden war, ging er nach dem Ende des Zweiten Weltkriegs als DP nach Dänemark. Ab 1947 studierte er an der Universität Århus Geschichte, Latein und Deutsch. Er konzentrierte sich auf die nordeuropäische Geschichte des 16. und 17. Jahrhunderts; sein Spezialgebiet war der norwegische Jesuit Laurentius Nicolai Norvegus. Ebenso hat er über die Jesuiten in Tartu und über skandinavische Studenten an südeuropäischen Universitäten geforscht und veröffentlicht.
Über 30 Jahre lang (1959–1990) war Helk am Dänischen Nationalarchiv Rigsarkivet tätig, von 1970 bis 1990 als Abteilungsleiter der 4. Sektion und von 1978 bis 1979 als stellvertretender Reichsarchivar Dänemarks. Er wurde 1990 pensioniert.
1996 erhielt er den Ehrendoktor der Universität Tartu.
Helk war ab 1958 mit der Musikpädagogin Annemarie Jepsen (* 1924) verheiratet.

## Schriften
- Die Stadtschule in Arensburg auf Ösel in dänischer und schwedischer Zeit 1559–1710. Nordostdeutsches Kulturwerk, Lüneburg 1956.
- Laurentius Nicolai Norvegus S.J.: en biografi med bidrag til belysning af romerkirkens forsøg på at genvinde Danmark-Norge i tiden fra reformationen til 1622. G.E.C. Gads Forlag, Kopenhagen 1966.
- Die Jesuiten in Dorpat 1583–1625: ein Vorposten der Gegenreformation in Nordosteuropa. Odense Universitetsforlag, 1977.
- Matrikel der Schleswigschen Studenten 1517–1864. Kiel, 1991.
- Estlands Historie (= Odense University studies in history and social sciences. Band 170). Odense Universitetsforlag, 1994.
- Stambogsskikken i det danske monarki indtil 1800 : med en fortegnelse over danske, norske, islandske og slesvig-holstenske stambøger samt udlændinges stambøger med indførsler fra ophold i det danske monarki. Odense Universitetsforlag, 2001.